# Anders Göranzon (teolog)
Anders Bengt Olof Göranzon, född 19 november 1960 i Sigtuna, är en svensk präst och doktor i teologi. Han är sedan 2019 generalsekreterare för Svenska Bibelsällskapet. Han har flera gånger nominerats till biskopsval, Lunds stift 2014, i Växjö stift 2014, Luleå stift 2017 och Linköpings stift 2022.

## Biografi

### Bakgrund
Göranzon föddes i Sigtuna som son till resesekreteraren Olof Göranzon (1922–2012) och Ann-Mari Göranzon, född Rune (1922–1999) och är yngst av fyra syskon. Under hans uppväxt verkade fadern som präst i Luleå och Härnösands stift och familjen bodde bland annat i Messaure, Porjus och Långträsk.
Gymnasiet gick han på Fjellstedtska skolan i Uppsala. Efter två års studier i teologi vid Uppsala universitet var han volontär ett år vid Lutheran Youth Centre i Kapstaden, utsänd av Svenska Kyrkans Mission. Därefter fortsatte han med de teologiska studierna och avlade 1985 teologie kandidatexamen med nytestamentlig exegetik och missionsvetenskap som huvudämnen. Pastoralteologisk utbildning genomförde han 1985–1986 vid Svenska kyrkans pastoralinstitut.  Vid sidan av studierna var Göranzon under denna period mycket aktiv i Allmänna sången.

### Teologisk karriär
Efter prästvigning i Luleå domkyrka i januari 1987 flyttade Göranzon med sin familj till Bastuträsk där han verkade som präst under fem år och därefter arbetade han som komminister och kyrkoherde i Bredestads med flera församlingars pastorat i Linköpings stift samt i Kalmar pastorat i Växjö stift. Göranzon har vid flera tillfällen återvänt till Sydafrika, bland annat som missionär 2002–2006. Under dessa år arbetade han som församlingspräst i Bloemfontein North Parish, Bloemfontein och som studentpräst vid University of the Free State och Central University of Technology. År 2010 disputerade han för teologie doktorsexamen i Sydafrika. Åren 2013–2015 tjänstgjorde han som universitetslektor vid School of Religion, Philosopy and Classics vid University of KwaZulu-Natal, Pietermaritzburg.
Sedan 2015 är Göranzon åter bosatt i Uppsala och har därefter undervisat i homiletik vid Svenska kyrkans utbildningsinstitut och är sedan 2019 generalsekreterare för Svenska Bibelsällskapet. Sedan 2023 är han docent vid Uppsala universitet. Sedan 2025 är han ordförande i Svenska missionsrådet.

## Privatliv
Göranzon är sedan 1984 gift med ämnesläraren Kristina Göranzon, född Svensson, och de har fem barn tillsammans.

## Publikationer (urval)
- Göranzon, Anders. The Prophetic Voice of the SACC after 1990 – Searching for a Renewed Kairos. Studia Missionalia Svecana CXI. Cape Town. Salty Prints. 2011.[7]

- Göranzon, Anders. “What Happened Last Night in Sweden? To Preach Without Fear in a Scandinavian Folk Church, amid Rising Populist Nationalism in a Context of Migration.” I Dawn Ottoni-Wilhelm (ed). Preaching the Fear of God in a Fear-Filled World. Proceedings from the 13th Conference of Societas Homiletica, Durham 2018. Studia Homiletica Vol. 12. Zürich. LIT Verlag. 2020. Sid. 108–118.[8]
- Göranzon, Anders. ”Bibelöversättning och bibelspridning”. I Lundström, Klas, Ahlstrand, Kajsa, Alvarsson, Jan-Åke & Janzon, Göran (eds). Svensk mission och kyrkorna som växt fram. Skellefteå. Artos & Norma bokförlag. 2021. Sid. 593–620.[9]
- Göranzon, Anders. ”Hur ska Kristus kunna inkarneras i predikan? Om bibelhermeneutiska strategier i den homiletiska undervisningen vid Svenska kyrkans utbildningsinstitut.” I Mattias Lundberg (red) Årsbok för Svenskt Gudstjänstliv, vol 97 (2022): Riter i kriser. Artos. Sid. 93–119.[10]